# Cowie Bay
Die Cowie Bay (malaiisch Teluk Cowie) ist eine Bucht an der Ostküste der Insel Borneo. Sie gehört zum malaysischen Bundesstaat Sabah und öffnet sich zur Celebessee. Verwaltungstechnisch gehört sie zum Distrikt Tawau in der Tawau Division. Die Cowie Bay ist der nördliche, malaysische Teil der Bucht von Sebuku.

## Geographie
Die Bucht umfasst eine Fläche von ca. 120 km². Am Ende der Bucht erstreckt sich ein ausgedehnter Flachwasserbereich, der dicht mit Mangrovensümpfen bewaldet ist. Die Südseite der Bucht wird durch die Insel Sebatik Island begrenzt.

## Geschichte
Die Bucht wurde nach William Clarke Cowie benannt.